# Comuna Novovolodîmîrivka, Hola Prîstan
Novovolodîmîrivka (în ucraineană Нововолодимирівка) este o comună în raionul Hola Prîstan, regiunea Herson, Ucraina, formată din satele Novovolodîmîrivka (reședința), Slipușînske și Zelenotropînske.

## Demografie
Componența lingvistică a comunei Novovolodîmîrivka
     Ucraineană (85,11%)
     Rusă (5,52%)
     Alte limbi (1,61%)
Conform recensământului din 2001, majoritatea populației comunei Novovolodîmîrivka era vorbitoare de ucraineană (85,11%), existând în minoritate și vorbitori de armeană (7,39%) și rusă (5,52%).